# Jenny Hansson
Jenny Maria Hansson, som gift Jenny Maria Grip, född 26 augusti 1980, är en svensk tidigare längdskidåkare som tävlade för Åre LSK.
Jenny Hansson var specialiserad på långlopp. 2011 vann hon Vasaloppets damklass och Tjejvasan. Hon har varit tvåa tre gånger i Vasaloppet, 2007, 2008 och 2009. 2012 hamnade hon på en fjärdeplats. Sex gånger har hon startat i världscuplopp.
Den 31 maj 2013 meddelade hon att hon lägger skidorna på hyllan.
Jenny Hansson gifte sig 2014 med Rikard Grip, förbundskapten för svenska landslaget i längdskidåkning.

### Fotnoter
1. ↑  ”Vasaloppet”. Vasaloppet. Arkiverad från originalet den 3 december 2013. https://web.archive.org/web/20131203033229/http://www.vasaloppet.se/wps/wcm/connect/989fe080449c33e79e4cff27c64f5ec4/segrare_Vasaloppet_sv3bcd.pdf?MOD=AJPERES. Läst 29 november 2013.
2. ↑  ”Tjejvasan”. Vasaloppet. Arkiverad från originalet den 3 november 2014. https://web.archive.org/web/20141103200622/http://www.vasaloppet.se/wps/wcm/connect/daaa3180449c33a99e44ff27c64f5ec4/segrare_TjejVasan_sv3bcd.pdf?MOD=AJPERES. Läst 29 november 2013.
3. ↑  ”Jenny Hansson lägger av”. Dagens Nyheter. 31 maj 2013. http://www.dn.se/sport/jenny-hansson-lagger-av. Läst 1 juni 2013.
4. ↑  Grattis, herr och fru Grip...!!! Arkiverad 18 maj 2015 hämtat från the Wayback Machine. sweski.com, 2014-07-26. Läst 2015-05-11